# Besano

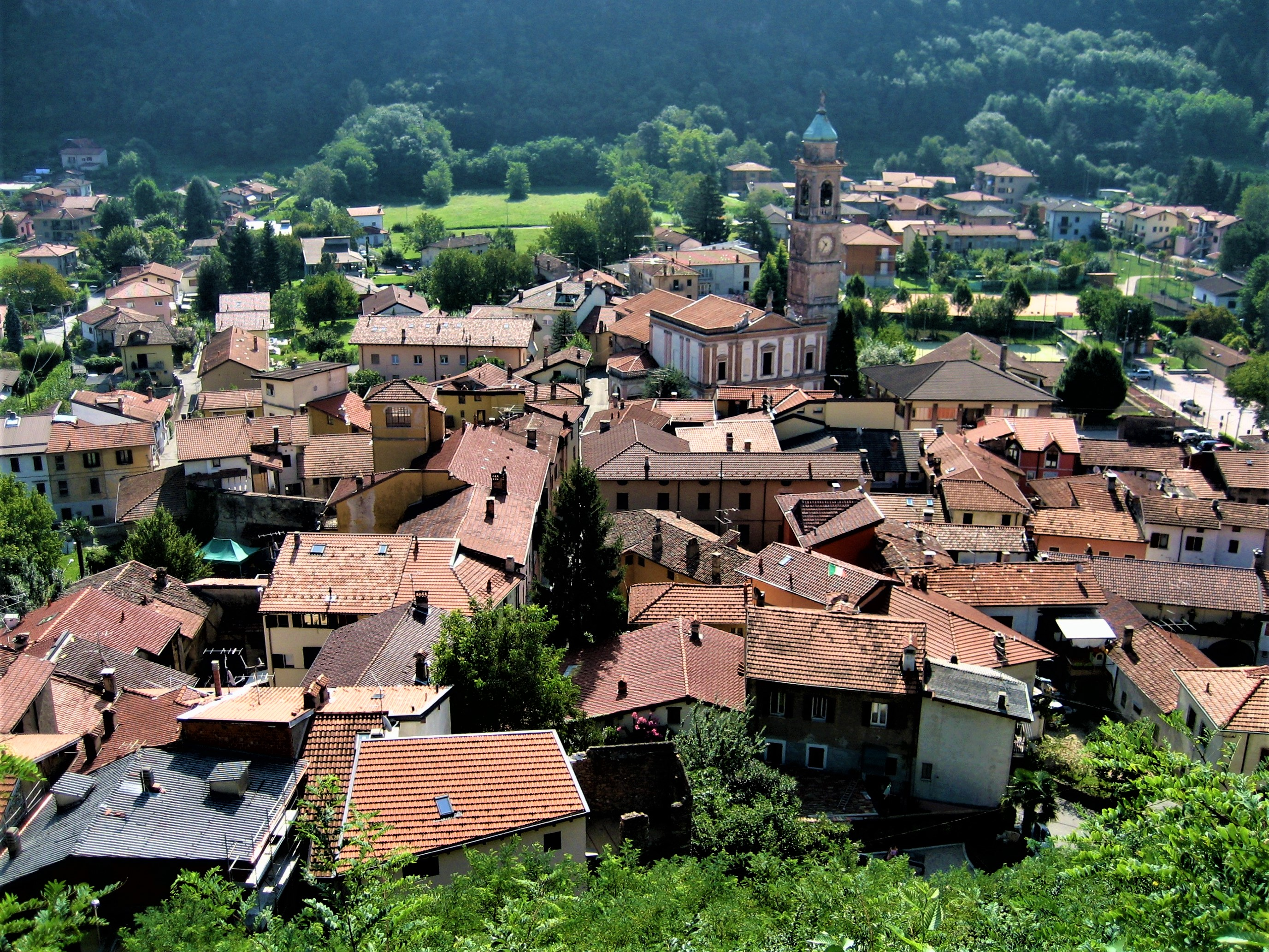
Sicht auf Besano (2010)

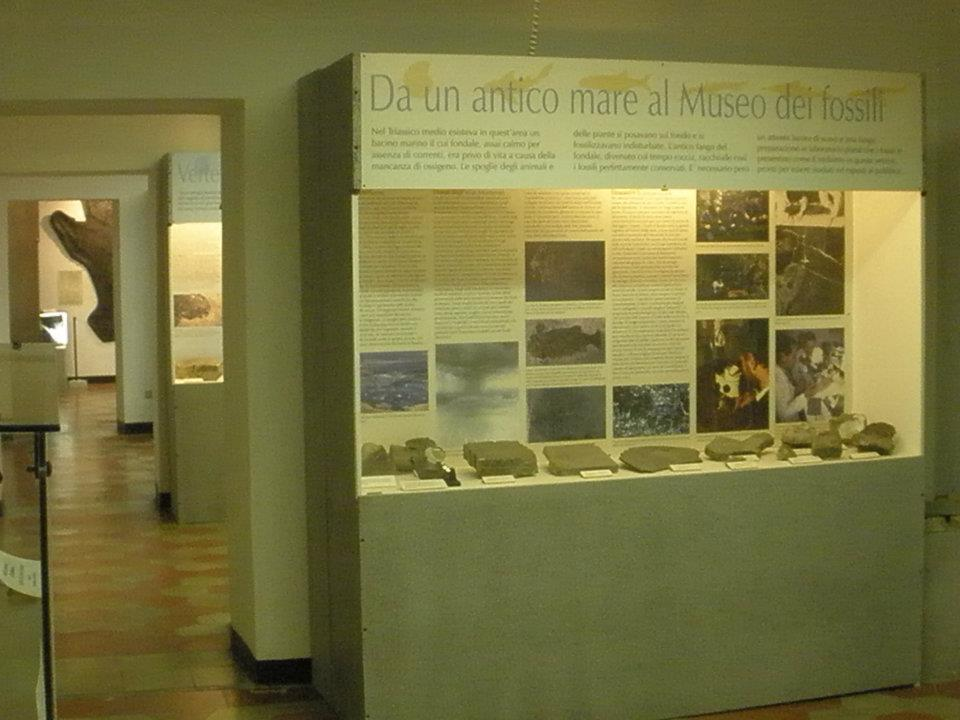
Museo dei Fossili im Besano

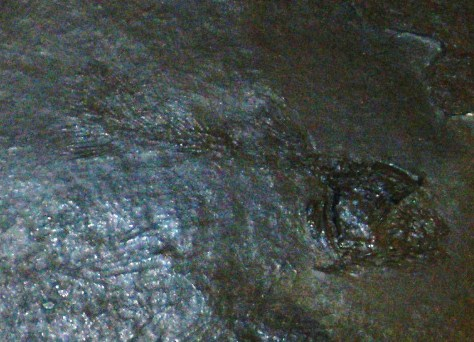
Coelacanthiformes

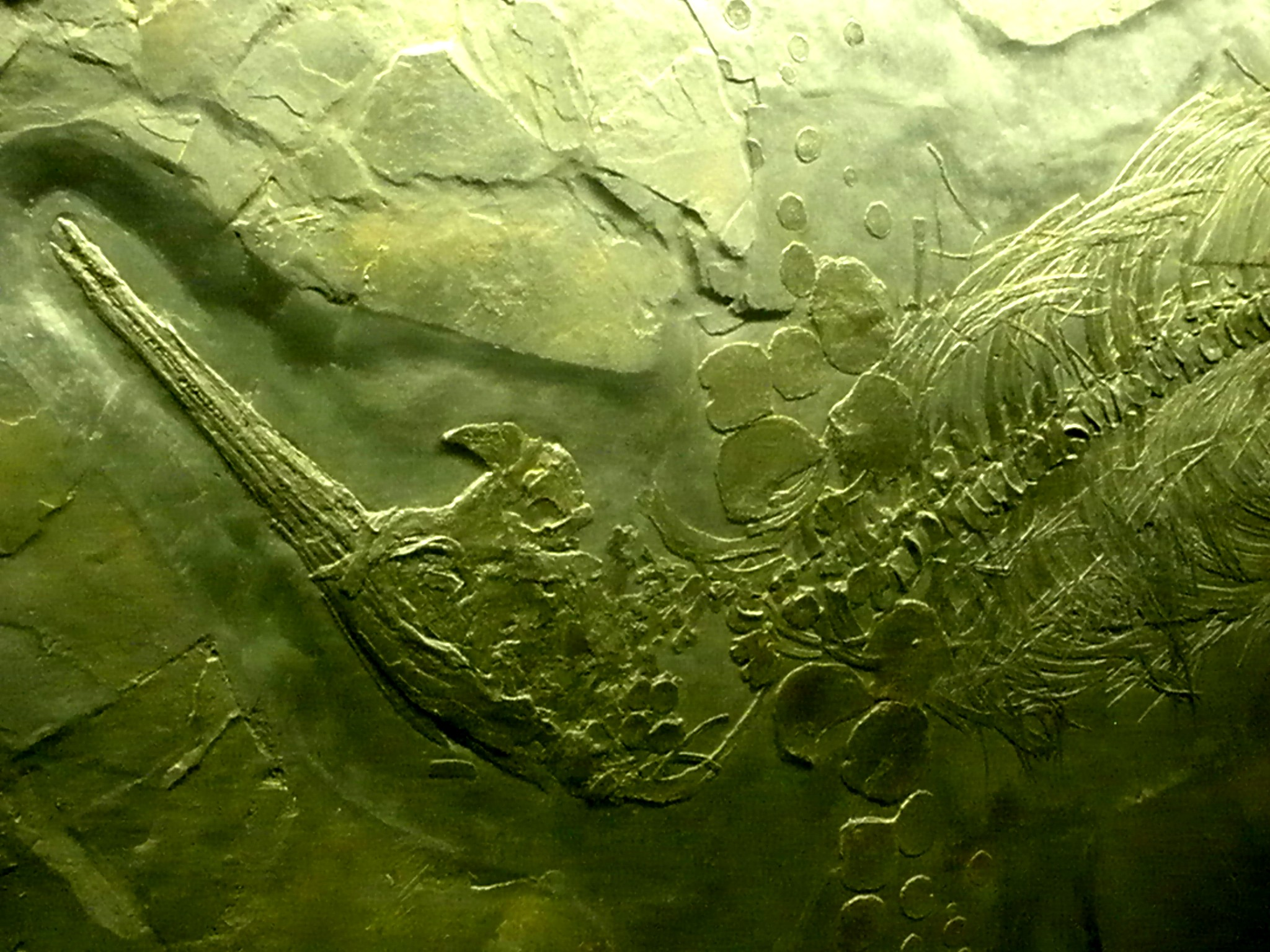
Besanosaurus

Besano ist eine italienische Gemeinde (comune) in der Provinz Varese in der Region Lombardei an der Schweizer Grenze.

## Geographie
Besano wird von der Staatsstraße 344 tangiert. Die Gemeinde bedeckt eine Fläche von 3 km². Zu Besano gehören die Fraktionen Belvedere, Bernasca, Mulino Ginaga, Monte San Martino und Novella. Nachbargemeinden von Besano sind Bisuschio, Cuasso al Monte, Meride (CH-TI), Porto Ceresio und Viggiù.

## Geschichte
Der Ursprung des Namens Besano ist unklar, es konkurrieren zwei mögliche Erklärungen: Zu antiker Zeit wurde eine alte, wahrscheinlich keltische Befestigungsanlage von den Römern zu einem Lager umgebaut, von dem aus die Verbindung nach Ceresio kontrolliert wurde. Dies wird durch das Grab des römischen Heerführers Besso bezeugt, nach dem das Land benannt worden sein soll. Die zweite Erklärung geht auf einen antiken, jährlich zweimal stattgefunden habenden Markt zurück.
Das Dorf Besano wird in der Form locho da Besano con il porto in den Statuten der Straßen und Gewässer des Contado di Milano erwähnt und war Teil der Gemeinde Arcisate. Sie gehörte zu den Gemeinden, die zur Instandhaltung der Bollate-Straße beitrugen (1346). Im Jahr 1484 wurden Arcisate und die anderen Gemeinden der Pieve von Gian Galeazzo Maria Sforza an seinen Ratsherrn Guido Antonio Arcimboldi verpfändet. Die Arcimboldi hielten das Lehen, das sich die Familien Visconti und später Visconti Borromeo teilten, bis 1727.
In den Registern des Estimo (Grundbuch) des Herzogtums Mailand von 1558 und den nachfolgenden Aktualisierungen im 17. Jahrhundert ist Besano immer noch in derselben Pieve enthalten. Damals war die Gemeinde mit dem Grafen Giulio Visconti Borromeo Arese belehnt, dem sie jedes Jahr 30 Lire als Abfindung zahlte. Der Podestà war Giambattista Portabò, wohnhaft in Varese, der jedoch sein Amt in Arcisate ausübte. Der Gemeindekonsul brachte Beschwerden bei diesem Amt ein, ohne dass er ein Gehalt oder einen Eid leistete.
Die Gemeinde verfügte über einen besonderen Rat, der sich aus einem Bürgermeister und einem Stellvertreter zusammensetzte. Für die Wahl wurde eine Liste erstellt, und aus dieser Liste wurden die Personen, die als am fähigsten und geeignetsten angesehen wurden, auf dem Kongress der gesamten Gemeinschaft gewählt. Der Bürgermeister und der Beigeordnete kümmerten sich um die Verwaltung und den Erhalt des öffentlichen Eigentums und sorgten für eine gerechte Verteilung, die auf dem Stadtplatz in Anwesenheit aller Einwohner stattfand. Der Kanzler residierte in der Stadt und verdiente 35 Lire im Jahr.
Von 1928 bis 1953 war Besano Teil der Gemeinde Porto Ceresio.

## Bevölkerung
| Bevölkerungsentwicklung | Bevölkerungsentwicklung | Bevölkerungsentwicklung | Bevölkerungsentwicklung | Bevölkerungsentwicklung | Bevölkerungsentwicklung | Bevölkerungsentwicklung | Bevölkerungsentwicklung | Bevölkerungsentwicklung | Bevölkerungsentwicklung | Bevölkerungsentwicklung | Bevölkerungsentwicklung | Bevölkerungsentwicklung | Bevölkerungsentwicklung | Bevölkerungsentwicklung | Bevölkerungsentwicklung |
| ----------------------- | ----------------------- | ----------------------- | ----------------------- | ----------------------- | ----------------------- | ----------------------- | ----------------------- | ----------------------- | ----------------------- | ----------------------- | ----------------------- | ----------------------- | ----------------------- | ----------------------- | ----------------------- |
| Jahr                    | 1606                    | 1687                    | 1751                    | 1805                    | 1853                    | 1861                    | 1881                    | 1901                    | 1921                    | 1951                    | 1971                    | 1991                    | 2001                    | 2011                    | 2021                    |
| Einwohner               | 219                     | 473                     | 492                     | 518                     | *945                    | 988                     | 1123                    | 940                     | 1035                    | 940                     | 1596                    | 2154                    | 2350                    | 2603                    | 2519                    |

- 1809 Fusion mit Bisuschio
- 1812 Fusion mit Porto Ceresio
- 1928 Fusion mit Porto Ceresio

## Paläontologie
Seit Mitte des 19. Jahrhunderts werden in der Gegend nordöstlich von Besano Fossilien von Meeressauriern, Fischen, Muscheln, Schnecken und Kopffüßern gefunden. Im Jahre 1863 hat die Società Italiana di Scienze Naturali eine erste Grabung organisiert, 1878 fand eine zweite durch das Museo Civico di Storia Naturale di Milano statt. Es wurden sowohl neue Arten als auch sehr gut erhaltene Skelette von bis dahin nur spärlich belegten Arten entdeckt. Der 1993 dort entdeckte Besanosaurus leptorhynchus verdankt seinen Namen dieser Fundstätte. Seit 1981 werden Funde im Museo di Besano gezeigt.